# Arthur Altenberg
George Eugen Arthur Altenberg (* 15. August 1862 in Königsberg in Preußen; † 26. März 1926 in Memel) war ein deutscher Politiker.

## Leben
Altenberg begann eine Justizlaufbahn in Königsberg, bevor er 1891 besoldeter Stadtrat und Stadtkämmerer in Memel wurde. Von 1894 bis 1918 war er Erster Oberbürgermeister von Memel und vertrat auch die Stadt im Preußischen Herrenhaus. Altenberg war vom 17. Februar 1920 bis zum 5. Mai 1921 Landespräsident des Memelgebiets. Anschließend nahm er Positionen in der Wirtschaft an als Direktor der Memeler Waggonfabrik und Vorsitzender des Aufsichtsrats der Memeler Zellulose AG.